# Versteigererverordnung
Die Verordnung über gewerbsmäßige Versteigerungen, kurz Versteigererverordnung (VerstV), regelt in Deutschland im Wesentlichen die gewerbsmäßige Versteigerung. Die aktuelle Fassung der VerstV ist seit dem 1. Oktober 2003 in Kraft.
Mit  § 10 gehört sie auch zum Nebenstrafrecht.

## Gliederung
- § 1 Versteigerungsauftrag
- § 2 Verzeichnis
- § 3 Anzeige
- § 4 (weggefallen)
- § 5 (weggefallen)
- § 6 Ausnahme von den verbotenen Tätigkeiten
- § 7 Zuschlag
- § 8 Buchführung
- § 9 Untersagung, Aufhebung und Unterbrechung der Versteigerung
- § 10 Straftaten und Ordnungswidrigkeiten
- § 11 Anwendung bei grenzüberschreitender Dienstleistungserbringung